# Juniorvärldsmästerskapen i alpin skidsport 2025
Juniorvärldsmästerskapen i alpin skidsport 2025 arrangerades mellan den 27 februari och 6 mars 2025 i Tarvisio i Italien. Det var den 44:e upplagan av juniorvärldsmästerskapen i alpin skidsport.

## Medaljörer

### Herrar
| Gren           | Guld                                  | Guld    | Silver                             | Silver  | Brons                               | Brons   |
| Störtlopp      | Felix Rösle · Tyskland                | 1.40,11 | Philipp Kälin · Schweiz            | 1.40,13 | Matthias Fernsebner · Österrike     | 1.40,25 |
| Super-G        | Benno Brandis · Tyskland              | 56,97   | Sandro Manser · Schweiz            | 57,02   | Matthias Fernsebner · Österrike     | 57,17   |
| Storslalom     | Flavio Vitale · Frankrike             | 2.01,16 | Rasmus Bakkevig · Norge            | 2.02,02 | Fabian Ax Swartz · Sverige          | 2.02,41 |
| Slalom         | Theodor Brækken · Norge               | 1.29,85 | Gustav Wissting · Sverige          | 1.30,21 | Luca Carrick-Smith · Storbritannien | 1.30,31 |
| Lagkombination | Frankrike 1 Thomas Chaix Jonas Skabar | 1.39,75 | Schweiz 3 Gabin Janet Jack Spencer | 1.40,04 | USA 1 Hunter Salani Stanley Buzek   | 1.40,05 |

### Damer
| Gren           | Guld                                       | Guld    | Silver                                | Silver  | Brons                                       | Brons   |
| Störtlopp      | Stefanie Grob · Schweiz                    | 1.43,29 | Jasmin Mathis · Schweiz               | 1.43,30 | Garance Meyer · Frankrike                   | 1.43,58 |
| Super-G        | Jasmin Mathis · Schweiz                    | 1.02,30 | Leonie Zegg · Österrike               | 1.02,57 | Sara Thaler · Italien                       | 1.02,59 |
| Storslalom     | Giorgia Collomb · Italien                  | 2.04,72 | Stefanie Grob · Schweiz               | 2.05,28 | Elisabeth Bocock · USA                      | 2.05,34 |
| Slalom         | Cornelia Öhlund · Sverige                  | 1.28,61 | Leonie Raich · Österrike              | 1.28,79 | Natalie Falch · Österrike                   | 1.28,91 |
| Lagkombination | Österrike 2 Viktoria Bürgler Natalie Falch | 1.42,43 | Sverige 2 Liza Backlund Moa Landström | 1.42,46 | Österrike 4 Emilia Herzgsell Elena Riederer | 1.42,53 |

### Mixed
| Gren                        | Guld                                                         | Silver                                                               | Brons                                                     |
| Lagtävling, parallellslalom | Frankrike June Brand Jonas Skabar Garance Meyer Arthur Heude | Sverige Liza Backlund Albin Larsson Astrid Hedin Alexander Ax Swartz | USA Elisabeth Bocock Sawyer Reed Liv Moritz Stanley Buzek |

## Medaljtabell
*   Värdland ( Italien)
| Nr                  | Nation              | Guld | Silver | Brons | Totalt |
| ------------------- | ------------------- | ---- | ------ | ----- | ------ |
| 1                   | Frankrike           | 3    | 0      | 1     | 4      |
| 2                   | Schweiz             | 2    | 5      | 1     | 8      |
| 3                   | Tyskland            | 2    | 0      | 0     | 2      |
| 4                   | Sverige             | 1    | 3      | 1     | 5      |
| 5                   | Österrike           | 1    | 2      | 4     | 7      |
| 6                   | Norge               | 1    | 1      | 0     | 2      |
| 7                   | Italien*            | 1    | 0      | 1     | 2      |
| 8                   | USA                 | 0    | 0      | 3     | 3      |
| 9                   | Storbritannien      | 0    | 0      | 1     | 1      |
| Totalt (9 nationer) | Totalt (9 nationer) | 11   | 11     | 12    | 34     |